# すみママ
すみママ（すみまま）、（1959年6月1日 - ）は、熊本県を拠点に活動するローカルタレント・ラジオパーソナリティー・声優・ナレーター・ディレクター。本名、増田 素美子（ますだ すみこ）。
ラジオパーソナリティ、イベントの司会、テレビ番組やCMのナレーションなどでも活躍。

## 経歴
熊本市中央区出身。双子座。血液型はO型。
熊本市立託麻原小学校、熊本市立帯山中学校、私立尚絅高等学校、尚絅短期大学家政科食物栄養学科卒。
2007年から東海大学付属熊本星翔高等学校放送部アナウンスコーチに就任。
大田黒浩一が歌う「火の国よかばい音頭」を作詞している。

## 現在の出演番組

### ラジオ
- なかざわけんじとすみママの想い出がいっぱい（熊本放送 月曜20:00-21:00）
- すみママの陽気に行こっ（熊本放送 月曜-金曜14:25-14:30）

### CM
- 熊本県、熊本市「新型コロナウイルス感染症相談窓口案内」※ナレーション

## 過去の出演番組

### ラジオ
- すみママのらぶりんオヤジ殿（熊本放送）
- 夕方10m教えてドクター（熊本放送）
- すみママと青春The懐メロ（熊本放送）
- すみママの青春アイドル伝説〜70年代へGO！（熊本放送）
- すみママのフラッシュバック〜あの日に帰りたい（熊本放送）
- 沢井圭介夢みちづれに（熊本放送）
- すみママの井戸端ラジオ（熊本放送）
- すみママの年忘れ・新年電話リクエスト（熊本放送）
- がんばれ！パワフルキッズと大人たち（熊本放送）
- 朝のハーモニー（熊本放送）
- 私のGOODモーニングミュージック（熊本放送）
- すみママの井戸端電リク（熊本放送）
- お花畑のハーモニー（熊本放送）
- ランキングDEマンデー（熊本放送）
- アグリモーニング（熊本放送）
- 龍介とすみママのカラパらんでぶ〜（熊本放送）
- チャットステーション熊本（熊本放送）
- ジェリービーンズな夜（熊本放送）
- すみママのちょっとよか話（熊本放送）
- いきいきサンデー（熊本放送）
- すみママの土曜はゆうYOU（熊本放送）
- 毎度おなじみ鉢盛りラジオ（熊本放送）
- タケちゃん先生とすみママのスーパーふれあい交差店（熊本放送）
- KIKUNAN WEDDING CLUB（FMクマモト）
- スミちゃんのベストラジオショッピング（熊本放送）
- 哲也とスミちゃんのおっぴょろろ（熊本放送）
- 龍介とすみママの歌ってパラダイス（熊本放送）
- 今週の歌（熊本放送 月曜-金曜5:55-6:00）
- RKK気まぐれ流星群（熊本放送 ナイターイン火曜〜金曜20:59-21:51）ナイター終了後
- 裸らの発信！情熱先生→奥田圭のイチオシ!先生（熊本放送 ナイターオフ金曜21:00-21:30）ディレクター業務
- 奥田圭のさんさんラジオ（熊本放送 月曜-金曜6:40-9:00）水・木・金担当

### テレビ
- 熱血ジャゴ一座（熊本放送）ナレーション
- 夕方いちばん エコムーブ探険隊（熊本放送）ナレーション
- 県庁ってなんばしよっと？（熊本放送）ナレーション
- 黒潮電撃隊（熊本放送）ナレーション
- どよてん（熊本放送）ナレーション
- 窓を開けて九州（熊本放送）ナレーション
- 親の目子の目（熊本放送）ナレーション